# Jimmy Workman
Jimmy Workman, all'anagrafe James Martin Workman, Jr., (Fairfax, 4 ottobre 1980), è un attore statunitense, noto per aver interpretato Pugsley Addams nei due film di Barry Sonnenfeld La famiglia Addams e La famiglia Addams 2.

## Biografia
Nato a Fairfax in Virginia, Workman è figlio di Chrisoula "Crystal", una casalinga, e di Glenn Workman, che dirige un'azienda di comunicazioni. Sua sorella maggiore è l'attrice Shanelle Workman, mentre la sorella minore è l'attrice Ariel Winter.
Ad undici anni viene scelto per interpretare Pugsley Addams nel film La famiglia Addams (The addams Family, 1991), diretto da Barry Sonnenfeld, e due anni più tardi recita nel seguito La famiglia Addams 2 (Addams Family Values, 1993), sempre diretto da Sonnenfeld.
Workman infine si ritirò dalla recitazione e intraprese una carriera lavorando dietro la telecamera, nel personale tecnico della produzione cinematografica e televisiva. È membro dei Teamsters Local 399, uno dei sindacati che rappresentano le persone che lavorano nell'industria cinematografica.

## Filmografia

### Attore

#### Cinema
- La famiglia Addams (The Addams Family), regia di Barry Sonnenfeld (1991)
- La famiglia Addams 2 (Addams Family Values), regia di Barry Sonnenfeld (1993)
- La pecora nera (Black Sheep), regia di Penelope Spheeris (1996)
- Qualcosa è cambiato (As Good as It Gets), regia di James L. Brooks (1997)
- To kill a Mockumentary, regia di Stephen Wallis - direct-to-video (2004)
- The biggest fan, regia di Michael Criscione e Michael Meyer (2005)

#### Televisione
- Jake & Jason detectives (Jake and the Fatman) - serie TV, episodio 5x17 (1992)
- Eroe per famiglie (Christmas in Connecticut), regia di Arnold Schwarzenegger - film TV (1992)
- Matlock - serie TV, episodio 6x17 (1992)

#### Videoclip
- MC Hammer Addams Groove, regia di Rupert Wainwright (1991)
- Tag Team Addams Family (Whoomp!), regia di V.J. Beedles (1993)

### Doppiatore
- La vita con Louie (Life with Louie) - serie animata, episodio 2x01 (1996) - Marvin

### Produttore
- Star Trek - L'insurrezione (Star Trek: Insurrection), regia di Jonathan Frakes (1998)

## Programmi televisivi
- Saturday Night Live - varietà, episodi 17x08-19x07 (1991-1993)